# Geometría de distancia
La geometría de distancias es la rama de las matemáticas que se ocupa de caracterizar y estudiar conjuntos de puntos basándose únicamente en valores dados de las distancias entre pares de puntos. Más abstractamente, es el estudio de espacios semimétricos y las transformaciones isométricas entre ellos. Desde este punto de vista, puede considerarse como un tema dentro de la topología general.
Históricamente, el primer resultado en geometría de distancia es la fórmula de Heron en el siglo I d. C. La teoría moderna comenzó en el siglo XIX con el trabajo de Arthur Cayley , seguido por desarrollos más extensos en el siglo XX por Karl Menger y otros.
Los problemas de geometría de distancia surgen siempre que se necesita inferir la forma de una configuración de puntos (posiciones relativas) a partir de las distancias entre ellos, como en biología,  redes de sensores, topografía , navegación , cartografía y física .

## Introducción y definiciones
Primero se explicarán los conceptos de geometría de distancia describiendo dos problemas particulares.
Primer problema: navegación hiperbólica

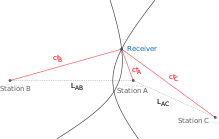
Navegación hiperbolica

Considere tres estaciones de radio terrestres A, B, C, cuyas ubicaciones se conocen. Un receptor de radio está en un lugar desconocido. Los tiempos que tarda una señal de radio en viajar desde las estaciones hasta el receptor, tA , tB, tC, son desconocidos, pero las diferencias horarias, tA - tB Y tA - tC, son conocidos. De ellos, uno sabe las diferencias de distancia c (tA  - tB ) Y c (tA - tC ) , a partir del cual se puede encontrar la posición del receptor.
Segundo problema : reducción de dimensiones
En el análisis de datos , a menudo se le da una lista de datos representados como vectores. v = ( x1,......, xn ) Є Rn  ,  y uno necesita averiguar si se encuentran dentro de un subespacio afín de baja dimensión. Una representación de datos de baja dimensión tiene muchas ventajas, como ahorrar espacio de almacenamiento, tiempo de cálculo y brindar una mejor comprensión de los datos.
Definiciones
Ahora formalizamos algunas definiciones que surgen naturalmente al considerar nuestros problemas.
Espacio semisimetrico
Dada la lista de puntos en R={P0,…,Pn },n≥0 , podemos especificar arbitrariamente las distancias entre pares de puntos mediante una lista dijj>0,0≤i<j≤n. Esto define un espacio semimétrico: un espacio métrico sin desigualdad triangular. Explícitamente, definimos un espacio semimétrico como un conjunto no vacío equipado con un semimétrico d:RxR→[0,∞]) tal que, por todo x,y ϵ R,
1. 	Positividad: d(x,y)=0 si y solo si x=y
2. 	Simetría: d(x,y)=d(x,y)
Cualquier espacio métrico es a fortiori un espacio semimétrico. En particular, RK, la K es el espacio dimensional euclidiano es un espacio métrico canónico en la distancia y geometría. La desigualdad del triángulo se omite en la definición, porque no queremos imponer más restricciones en las distancias. dIJ que el mero requisitos que sean positivas. En la práctica, los espacios semimétricos surgen naturalmente de mediciones inexactas. Por ejemplo, dados tres puntos A,B,C en una línea, dAB=1,dBC=1,dAC=2, una medición inexacta podría dar dAB=0.99,dBC=0.98,dAC=2.00, violando la desigualdad triangular.
Incrustación isométrica
Dados dos espacios semimétricos,(R,d),(R´,d´), una incrustación isométrica de R a R´ es un mapa f:R→R´ que conserva lo semimétrico, es decir, para todo x,y ϵ R,d(x,y)=d´(f(x),f(y)). Por ejemplo, dado el espacio semimétrico finito (R,d) definido anteriormente, una incrustación isométrica está definida por puntos A_0,A_1,…,A_n∈R^k tal que d(A_i,A_j )=d_ij para todos 0≤i<j≤n.
Independencia afin
Dados los puntos  A_0,A_1,…,A_n∈R^k se definen como afinemente independientes, si no puede caber dentro de un solo l subespacio dimensionado en  R^k, para cualquier l<n si el n-simplex se extienden v_n, tiene positivo n-volumen, es decir 〖VOL〗_n (v_n )>0. En general, cuando k≥n, son afinemente independientes, ya que un n -simplex genérico no es degenerado. Por ejemplo, 3 puntos en el plano, en general, no son colineales, porque el triángulo que forman no degenera en un segmento de línea. De manera similar, 4 puntos en el espacio, en general, no son coplanares, porque el tetraedro que abarcan no degenera en un triángulo plano. Cuando n>k, deben ser afinemente dependientes. Esto se puede ver observando que cualquier n-simple que puede caber dentro R^kdebe ser "plano".
DETERMINANTES DE CAYLEY – MENGER
Los determinantes de Cayley-Menger, llamados así por Arthur Cayley y Karl Menger, son determinantes de matrices de distancias entre conjuntos de puntos. Dejar A_0,A_1,…,A_n∈R^k sean n  + 1 puntos en un espacio semimétrico, su determinante de Cayley-Menger está definido por
{\displaystyle CM(A_{0},...,A_{n})={\begin{vmatrix}0&d_{1}^{2}&d_{2}^{2}&...&d_{n}^{2}&1\\d_{1}^{2}&0&d_{1}2^{2}&...&d_{1}n^{2}&1\\d_{1}^{2}&d_{1}2^{2}&0&...&d_{1}n^{2}&1\\.&.&.&.&.&.\\.&.&.&.&.&.\\.&.&.&.&.&.\\d_{0}n^{2}&d_{1}n^{2}&d_{2}n^{2}&...&0&1\\1&1&1&...&1&0\end{vmatrix}}}
Si{\displaystyle A_{0},A_{1},...A_{n}\in R^{k}} , luego forman los vértices de un n -simplex posiblemente degenerado {\displaystyle v_{n}} en {\displaystyle R^{k}} . Se puede demostrar que el volumen n -dimensional del símplex {\displaystyle v_{n}}  satisface
Nótese que, para el caso de{\ estilo de visualización n = 0} , tenemos{\ estilo de visualización \ nombre del operador {Vol} _ {0} (v_ {0}) = 1} , lo que significa que el "volumen de dimensión 0" de un 0-simple es 1, es decir, hay 1 punto en un 0-simple.
{\textstyle A_{0},A_{1},\ldots,A_{n}} son afinemente independientes si y si {\ estilo de visualización \ nombre del operador {Vol} _ {n} (v_ {n})> 0} eso es,{\displaystyle (-1)^{n+1}\operatorname {CM} (A_{0},\ldots,A_{n})>0} . Por lo tanto, los determinantes de Cayley-Menger brindan una forma computacional de demostrar la independencia afín.
Si {\ estilo de visualización k<n} , entonces los puntos deben ser afinemente dependientes, por lo tanto{\displaystyle \nombre del operador {CM} (A_{0},\ldots,A_{n})=0} . El artículo de Cayley de 1841 estudió el caso especial de {\ estilo de visualización k = 3, n = 4}   , es decir, cinco puntos cualesquiera{\displaystyle A_{0},\ldots,A_{4}}  en el espacio tridimensional debe tener{\ estilo de visualización \ nombre del operador {CM} (A_{0},\ldots, A_{4})=0} .

## Historia
El primer resultado en geometría de distancias es la fórmula de Heron, del siglo I d. C., que da el área de un triángulo a partir de las distancias entre sus 3 vértices. La fórmula de Brahmagupta, del siglo VII d. C., la generaliza a cuadriláteros cíclicos. Tartaglia, del siglo XVI d. C., lo generalizó para dar el volumen del tetraedro a partir de las distancias entre sus 4 vértices.
La teoría moderna de la geometría de distancias comenzó con Arthur Cayley y Karl Menger. [7] Cayley publicó el determinante de Cayley en 1841, [8] que es un caso especial del determinante general de Cayley-Menger. Menger demostró en 1928 un teorema de caracterización de todos los espacios semimétricos que son isométricamente incrustables en el espacio euclidiano de n dimensiones. En 1931, Menger usó relaciones de distancia para dar un tratamiento axiomático de la geometría euclidiana.
El libro de Leonard Blumenthal brinda una descripción general de la geometría de distancias a nivel de posgrado, una gran parte de la cual se trata en inglés por primera vez cuando se publicó.

## Teorema de caracterización de Menger
Menger demostró el siguiente teorema de caracterización de espacios semimétricos:
Un espacio semimétrico (R, d) es empotrable isométricamente en el  n  espacio euclidiano bidimensional Rn  , pero no en Rm  para cualquier 0 ≤ m ᐸ  n , si y solo si
1. 1. R contiene un (n + 1) subconjunto de puntos S que es isométrica con un afín independiente (n + 1) punto subconjunto de Rn ;
  2. ningún (n + 3) subconjunto de puntos S"   ,  obtenido sumando dos puntos adicionales cualesquiera de R a S, es congruente con un (n + 3) punto subconjunto de Rn .

Una prueba de este teorema en una forma ligeramente debilitada(para espacios métricos en lugar de espacios semimétricos) está en

## Caracterización Determinantes vía  Cayley - Menger
INCRUSTACION DE (n+1) puntos en
Dado un espacio semimétrico  (S, d), con {\displaystyle S=\{P_{0},...,P_{n}\}}, y {\displaystyle d(P_{i},P_{j})=P_{i}j>0,0\leq i<j\leq n},una incrustación isométrica de (S, d) dentro {\displaystyle R^{k}} es definido por {\displaystyle A_{0},A_{1},...A_{n}\in R^{k}} , tal que {\displaystyle d(A_{i},A_{j})=d_{i}j} para todos {\displaystyle 0\leq i<j\leq n}
Una vez más, uno se pregunta si tal incrustación isométrica existe para (S, d).
Una condición necesaria es fácil de ver: para todos K= 1,...,n , dejar {\displaystyle v_{n}} Sea el k -simplex formado por {\displaystyle A_{0},A_{1},...A_{k}} , después
{\displaystyle (-1)^{k}+1CM(P_{0},...P_{k})=(-1)^{k}+1CM(A_{0},...A_{k})=2^{k}(k!)^{2}\geq 0}
Lo contrario también vale. Es decir, si por todo K= 1,...,n ,
{\displaystyle (-1)^{k}+1CM(P_{0},...P_{k})\geq 0}
entonces tal incrustación existe.
Además, dicha incrustación es única hasta la isometría en {\displaystyle R^{k}} . Es decir, dadas dos incrustaciones isométricas definidas por{\displaystyle A_{0},A_{1},...A_{n}}, y {\displaystyle A'_{0},A'_{1},...A'_{n}}, existe una isometría (no necesariamente única ) {\displaystyle T:R^{n}\longrightarrow R^{n}} , tal que {\displaystyle T(A_{k})=A'_{k}} para todos K= 0,...,n . Tal T es único si y sólo si {\displaystyle CM(P_{0},...P_{k})\neq 0} eso es, {\displaystyle A_{0},A_{1},...A_{n}}  son afinemente independientes.